# We Ride
We Ride (pl. Jedziemy) – piosenka R&B stworzona przez: Rihanna, M. Riddick, T. Hermansen, M. Eriksen na drugi studyjny album Rihanny, A Girl Like Me (2006). Utwór został wyprodukowany przez Stargate i potwierdzony jako trzeci singel z krążka w wywiadzie dla MTV. W Stanach Zjednoczonych singel nie odniósł sukcesu nie zajmując pozycji w Billboard Hot 100. Piosenka również nie zajęła pozycji w Kanadzie. Lepiej utwór poradził sobie w reszcie świata zajmując pozycje w Top 20 na brytyjskiej liście przebojów i w Top 10 na nowozelandzkim notowaniu. Ponieważ „We Ride” nie odniósł pożądanego sukcesu w Ameryce Północnej producenci i menadżerowie artystki zdecydowali się wydać jako czwarty singel z albumu A Girl Like Me (2006) utwór „Break It Off” wykonany w duecie z Seanem Paulem.

## Teledysk
Teledysk do singla nagrywany był w Miami i reżyserowany przez Anthony Mandler. Videoclip ukazuje Rihannę i jej przyjaciółki podczas zabaw na dyskotekach oraz plaży. Klip miał premierę dnia 18 września 2006 na kanadyjskim kanale MuchMusic. Teledysk premierę w programie TRL odbył dnia 20 września 2006 natomiast pięć dni później zadebiutował na miejscu #9 listy przebojów tego samego programu.

## Lista utworów
| Lp.                           | Tytuł                        | Czas |
| ----------------------------- | ---------------------------- | ---- |
| Międzynarodowy CD Maxi-Singel |                              |      |
| 1.                            | "We Ride" (Radio Edit)       | 3:56 |
| 2.                            | "We Ride" (Stargate Remix)   | 4:02 |
| 3.                            | "We Ride" (Lenny B Club Mix) | 8:26 |
| X.                            | "We Ride" (Video)            |      |

## Remiksy
Stargate wyprodukowali główny remiks utworu na singel. Wyprodukowali oni również oryginalną wersję (albumową). Lenny Bertoldo i Kurtis Mantronik zremiksowali piosenkę dla klubów.
1. „We Ride” (Radio) – 3:56
2. „We Ride” (No Hi Hat) – 3:56
3. „We Ride” (Instrumental) – 3:54
4. „We Ride” (Stargate Remix) – 3:58
5. „We Ride” (Mantronix Club Mix) – 6:25
6. „We Ride” (Mantronix Radio Edit) – 4:12
7. „We Ride” (Mantronix Dub) – 6:25
8. „We Ride” (Lenny B Club Mix) – 8:24
9. „We Ride” (Lenny B Radio Edit) – 3:52
10. „We Ride” (Lenny B Dub) – 7:11

## Pozycje na listach przebojów
„We Ride” zadebiutował na miejscu #106 amerykańskiej listy przebojów Billboard Hot 100 i nigdy nie zajął pozycji w Top 100 formując utwór jako najmniej sukcesyjnym singlem Rihanny jakie dotychczas się ukazały. Piosenka lepiej poradziła sobie w Wielkiej Brytanii debiutując na miejscu #17 tworząc z „We Ride” już piąty singel zajmujący miejsce w Top 20 UK Singles Chart. Piosenka zajęła pozycję #24 w Australii i Polsce natomiast w Kanadzie nawet nie „wkraczając” do listy. „We Ride” jest do tej pory najgorszym (pod względem sukcesów na listach przebojów) singlem Rihanny ze wszystkich, które wydała.
| Listy (2006-2008)                             | Najwyższa pozycja |
| --------------------------------------------- | ----------------- |
| Australia (ARIA)                              | 24                |
| Belgia (Ultratop Flandria)                    | 40                |
| Belgia (Ultratop Walonia)                     | 26                |
| Czechy (IFPI)                                 | 14                |
| European Hot 100 Singles                      | 96                |
| Finlandia (Suomen virallinen lista)           | 4                 |
| Holandia (Dutch Top 40)                       | 60                |
| Irlandia (IRMA)                               | 17                |
| Niemcy (Media Control Charts)                 | 45                |
| Nowa Zelandia (RIANZ)                         | 7                 |
| Słowacja (IFPI)                               | 14                |
| Stany Zjednoczone (Hot Dance Club Songs)      | 1                 |
| Stany Zjednoczone (Pop Songs)                 | 84                |
| Szwajcaria (Media Control AG)                 | 84                |
| Wielka Brytania (The Official Charts Company) | 17                |
| Włochy (FIMI)                                 | 16                |